# Классификация парка гражданских самолётов в СССР
В 1967 году Государственный научно-исследовательский институт гражданской авиации (ГосНИИ ГА) разработал классификацию парка самолётов. Фактически была закреплена уже сложившаяся система. Гражданские самолёты были поделены на два крупных класса: магистральные (протяжённость маршрута от 1000 км.) и самолёты местных воздушных линий (протяжённость маршрута до 1000 км). В свою очередь магистральные делились на самолёты для работы на дальней, (от 6000 км и дальше), средней, (от 2500 до 6000 км.) и ближней, (от 1000 до 2500 км.) протяжённости. А самолёты местных линий на тяжёлые (взлётный вес 20-30 тонн), средние (10-20 тонн) и лёгкие (меньше 10 тонн) типы.
В нижеприведённой таблице присутствуют типы самолётов, существовавшие и эксплуатировавшиеся в МГА СССР по состоянию на 1967 год.

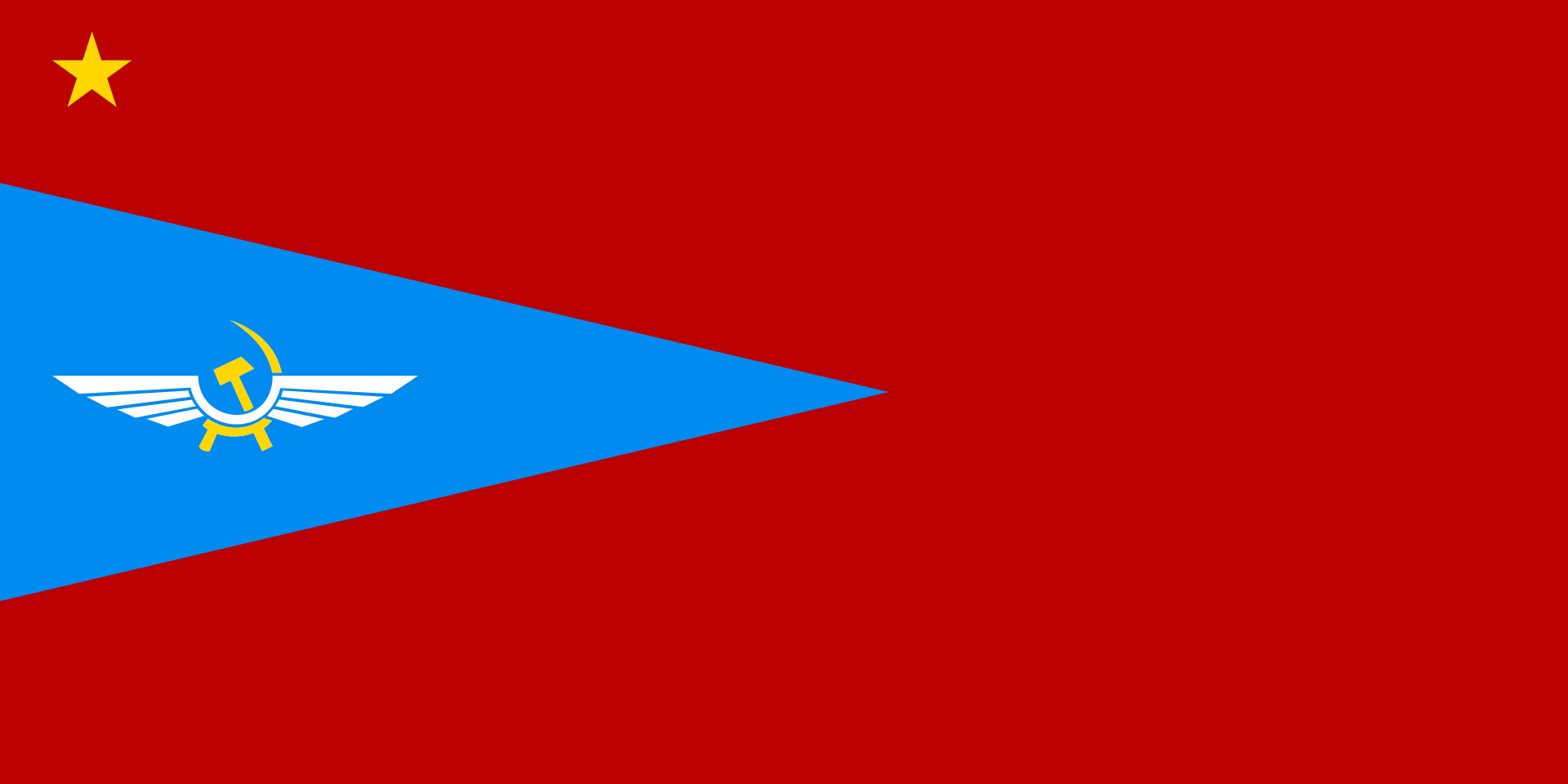

В списке используются следующие обозначения:
| Магистральные самолёты            |
| Самолёты местных воздушный линий. |

| Модель | Иллюстрация | Вместимость | Годы выпуска | Дальность/взлётный вес | Тип                 | Завод-изготовитель                                                                 |
| ------ | ----------- | ----------- | ------------ | ---------------------- | ------------------- | ---------------------------------------------------------------------------------- |
| Ту-114 |             | 170-220     | 1957—1964    | 9270 км                | Дальнемагистральный | Завод № 18 (Куйбышев)                                                              |
| Ил-62  |             | 186         | 1963—2009    | 10 000 км              | Дальнемагистральный | ММЗ «Стрела», Казанский авиазавод                                                  |
| Ту-104 |             | 50-100      | 1955—1960    | 2750 км                | Среднемагистральный | ХАЗ, Самолётостроительный завод № 166 (Омск)                                       |
| Ан-10  |             | 132         | 1957—1960    | 2000 км                | Среднемагистральный | Воронежский авиазавод                                                              |
| Ил-18  |             | 80-122      | 1957—1978    | 6000 км                | Среднемагистральный | Завод «Знамя труда» (Москва)                                                       |
| Ту-124 |             | 56          | 1960—1966    | 2100 км                | Ближнемагистральный | ХАЗ                                                                                |
| Ту-134 |             | 76-80       | 1963—1984    | 2100 км                | Ближнемагистральный | ХАЗ                                                                                |
| Ан-24  |             | 48-52       | 1959—1979    | 21-22,5 тонны          | Тяжёлый             | Киевский и Улан-Удэнский авиазаводы                                                |
| Ли-2   |             | 14-28       | 1939—1952    | 10,5 тонн              | Средний             | Завод № 84 (Ташкент)                                                               |
| Ил-14  |             | до 36       | 1950—1959    | 18,5 тонн              | Средний             | Завод № 84 (Ташкент)                                                               |
| Як-40  |             | до 40       | 1966—1981    | 17,2 тонн              | Средний             | Саратовский авиазавод                                                              |
| Ан-2   |             | до 12       | 1947—2002    | 5-5,5 тонн             | Лёгкий              | Киевский авиазавод, Долгопрудненский машиностроительный завод, PZL Mielec (Польша) |

## Ссылка
Крылья России. Гражданские самолёты СССР. Архивная копия от 8 ноября 2014 на Wayback Machine